# چراغ-پی‌اچ

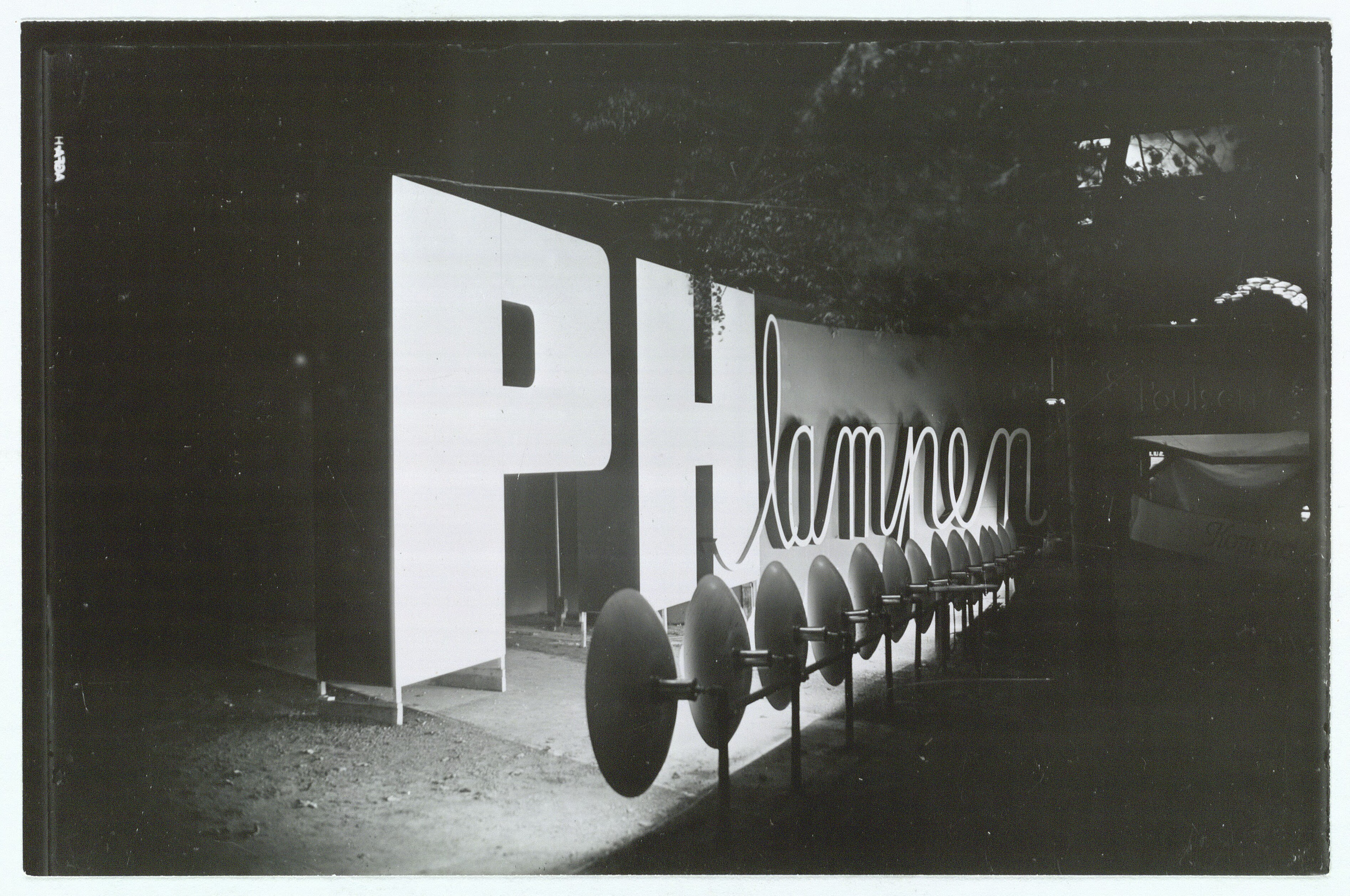
تابلوی نورانی پی‌اچ لامپن (نام تجاری لویی پالسن برای چراغ‌های هنینگسن)

چراغ-پی‌اچ (به انگلیسی: PH-Lamp) اصطلاحی برای وسایل روشنایی است که توسط پوئل هنینگسن طراح و نویسندۀ دانمارکی طراحی شده‌ است. این اصطلاح گاهی اوقات برای اشاره به هر چراغ طراحی شده توسط هنینگسن یا به خصوص سری چراغ‌های سه-حبابۀ هنینگسن استفاده می‌شود. چراغ‌ها توسط لویی پالسن تولید می‌شوند.
چراغ‌های هنینگسن با چندین حباب متحدالمرکز طراحی شده‌اند تا تابش خیره‌کنندۀ بصری را از بین ببرند و فقط نور منعکس شده را ساطع می‌کنند و منبع نور را پنهان می‌کنند. چراغ براق و یدکی هنینگسن در سال ۱۹۲۵ میلادی در نمایشگاه بین‌المللی هنرهای تزئینی و صنعتی مدرن، مدال طلا دریافت کرد.

## نگارخانه

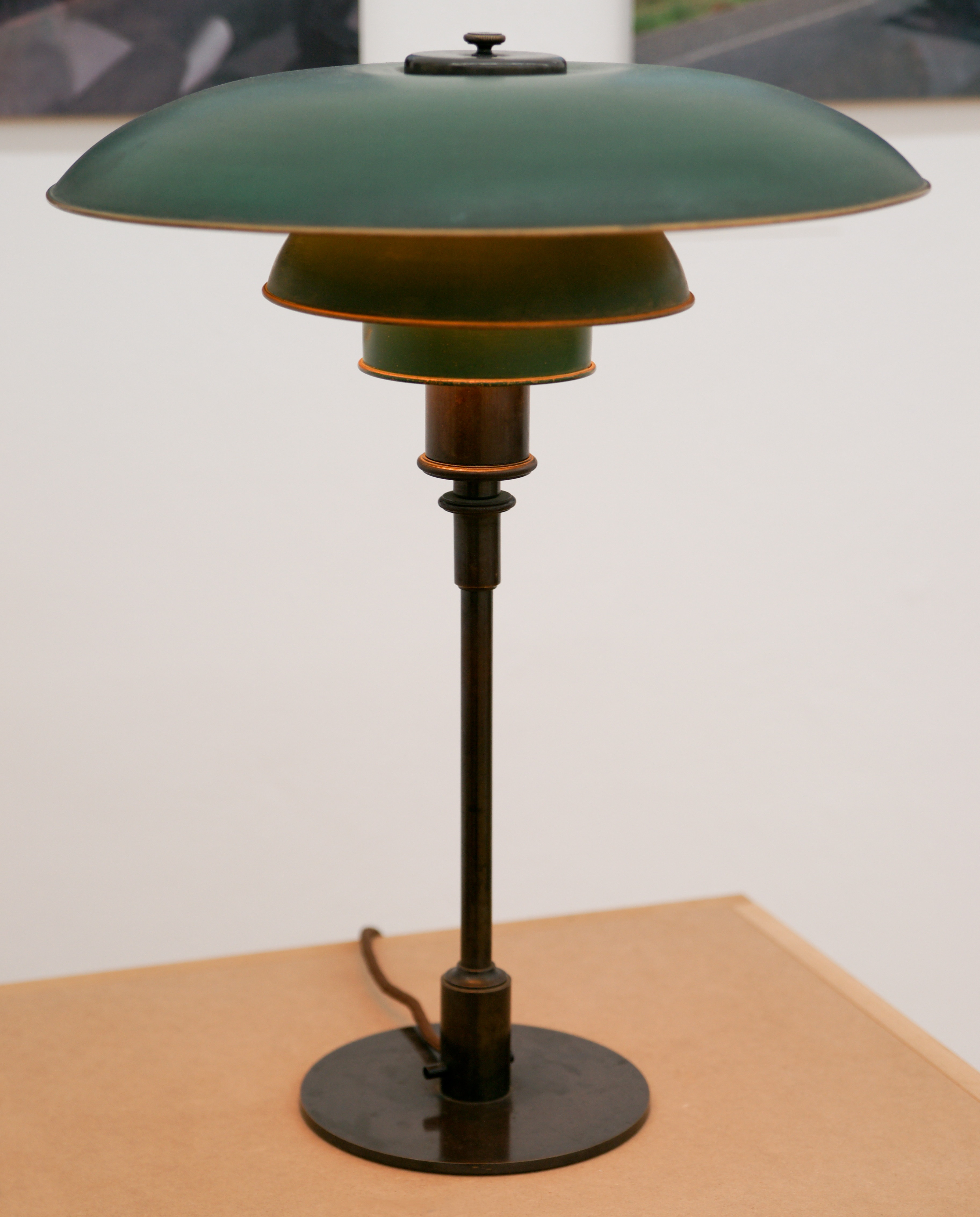
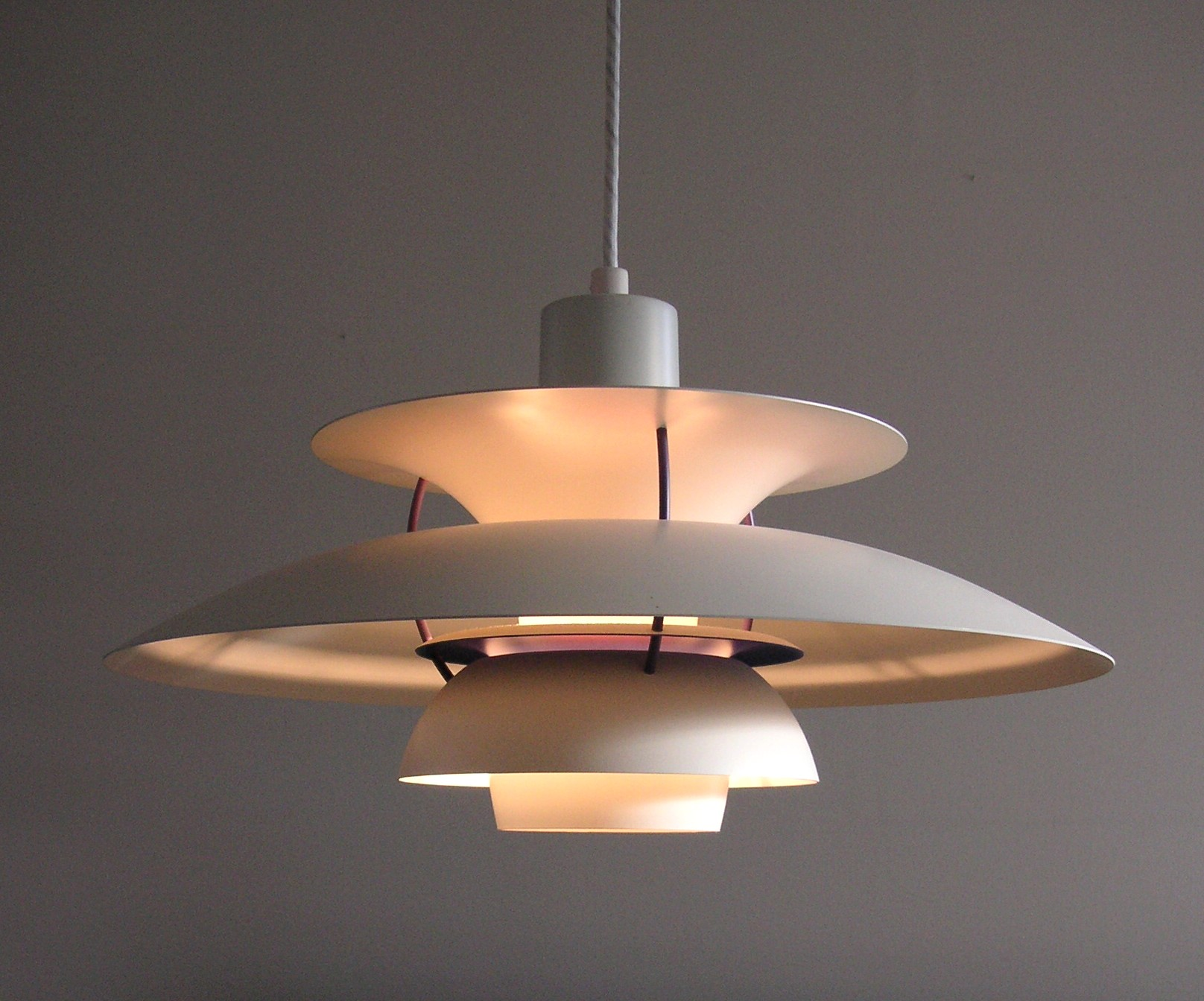
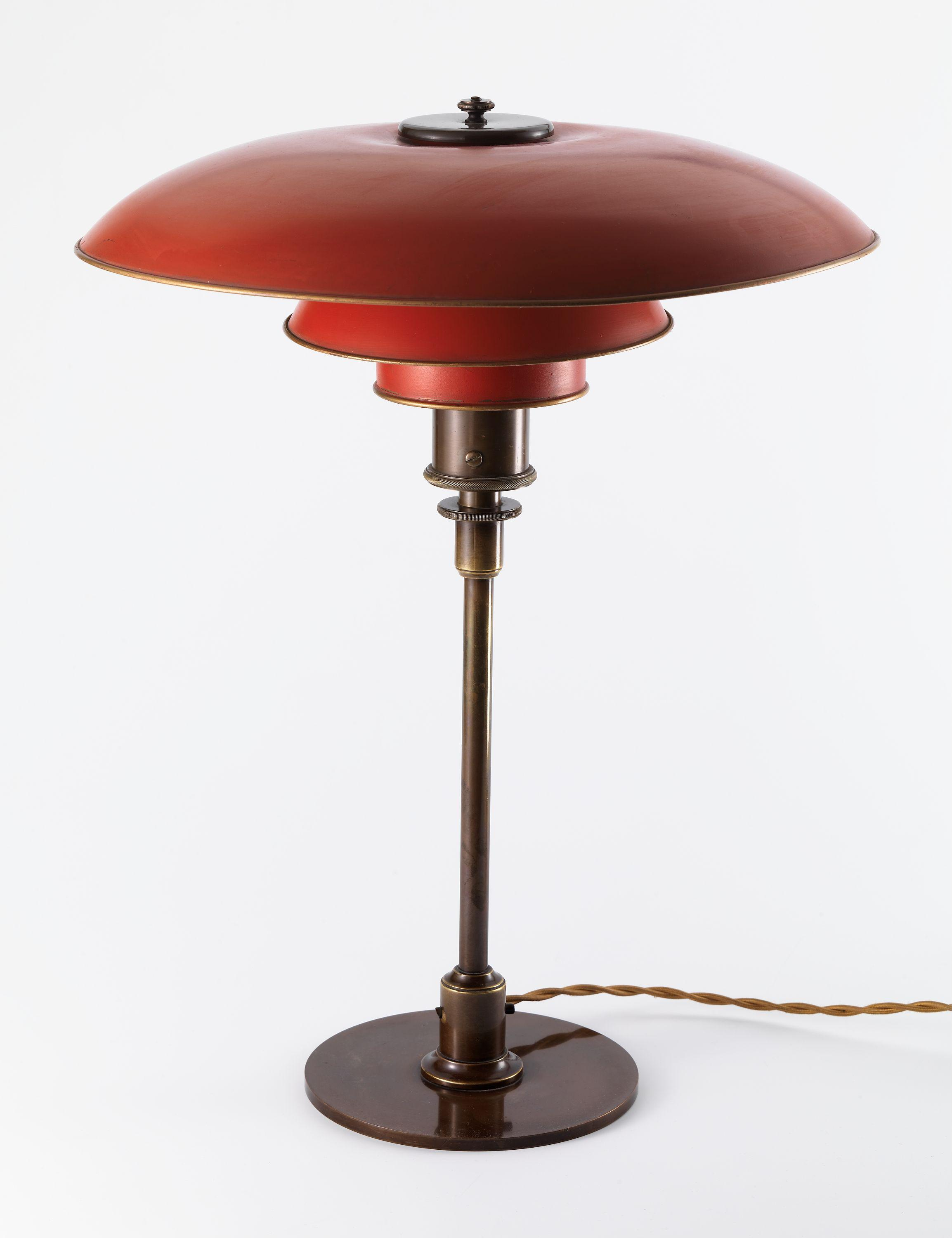
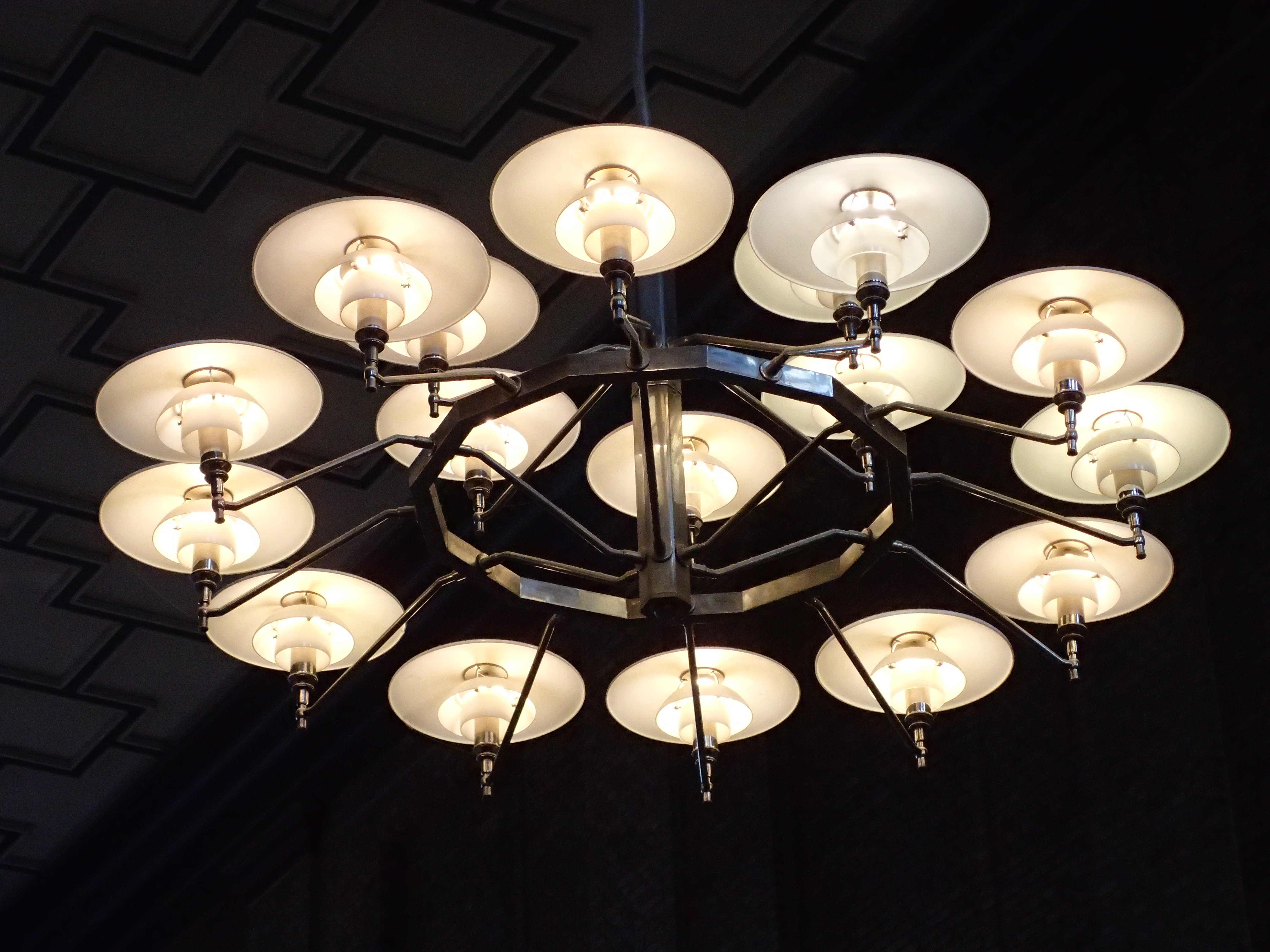
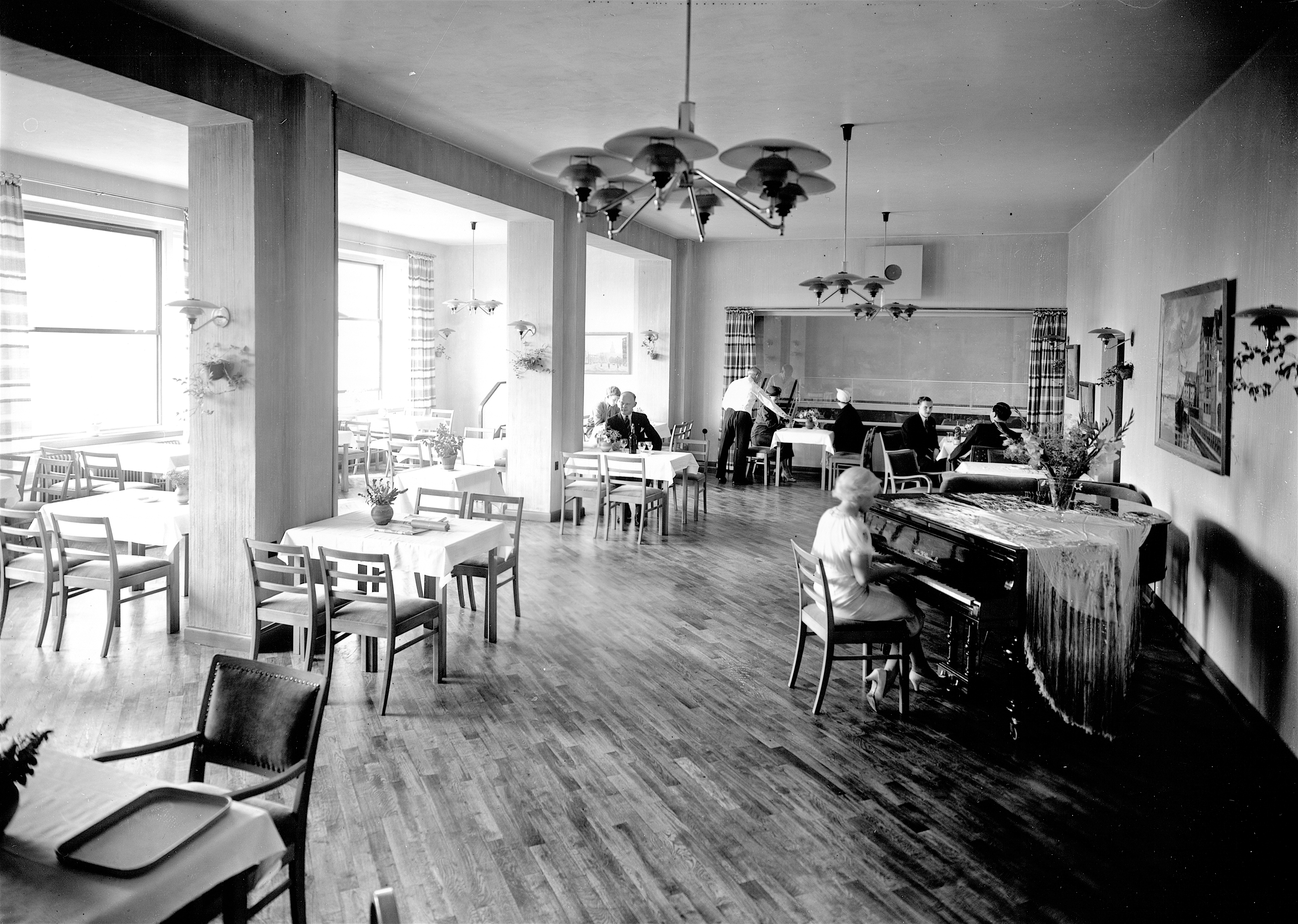
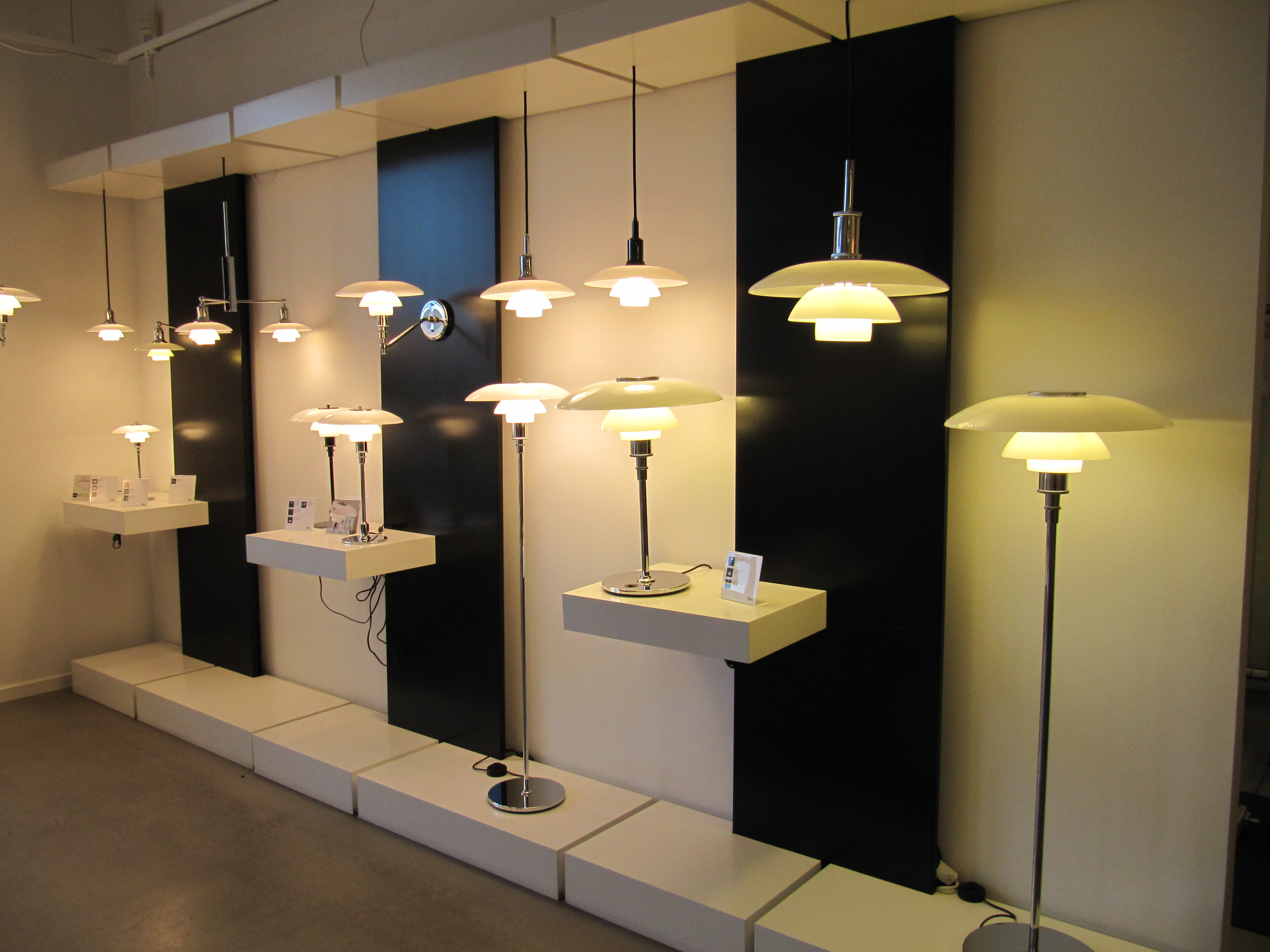